# آی‌پس
آی‌پس (انگلیسی: IPass) شرکت نرم‌افزار آمریکایی است، که در سال ۱۹۹۶ تأسیس شد.